# Hogeon
Un hogeon (en coreano:호건 ()) es un tipo de gwanmo (관모), tocado tradicional coreano para niños de entre uno y cinco años de edad. Se usaba junto con un durumagi (capote) o un jeonbok (chaleco largo), en días festivos como el Año Nuevo Coreano, Chuseok (punto medio del otoño) o celebraciones por cumpleaños como el doljanchi. La forma y el material del hogeon son similares a las del bokgeon, excepto por la presencia de un patrón de tigre bordado en el hogeon. El exterior está hecho de seda negra mientras que el interior es de seda azul oscuro. El patrón de tigre es bordado en la superficie como reflejo del deseo de los padres de que sus hijos crezcan valientes. Las formas de las cejas, los ojos, los bigotes, los dientes y las orejas (hechas con telas negras y rojas) de un tigre están decoradas en la frente del hogeon. Unas cuerdas unidas al extremo de la parte de la frente permiten atar el casco a su espalda. Junto con el patrón del tigre, el geumbak (pan de oro) de algunos hanja que tenían un significado bueno y auspicioso se adorna con el hogeon para bendecir al usuario. Lo usaban niños pequeños hasta que cumplían cinco o seis años.